# Novo Oriente (kommun)
Novo Oriente är en kommun i Brasilien.   Den ligger i delstaten Ceará, i den östra delen av landet, 1 400 km nordost om huvudstaden Brasília. Antalet invånare är 27 461.
Följande samhällen finns i Novo Oriente:
- Novo Oriente

Omgivningarna runt Novo Oriente är huvudsakligen savann. Runt Novo Oriente är det ganska glesbefolkat, med 24 invånare per kvadratkilometer.